# Jean Arnoldts
Marie Joseph Goswin Jean (Jean) Arnoldts (Sittard, 27 april 1869 – Hasselt, 19 oktober 1946) was een Nederlands bestuurder en politicus voor de katholieken. 

## Levensloop
Jean Arnoldts werd geboren als zoon van Johannes Henricus Arnoldts en Marie Josephine Louise Constance Roebroek. Zijn vader was onder andere burgemeester van Sittard, Broeksittard en Geleen. Jean doorliep het gymnasium te Rolduc (Kerkrade). Daarna studeerde hij aan het Institut Hollandais. Hij begon zijn carrière als sigarenfabrikant te Sittard. Vanaf 1901 was hij voorzitter van de Nederlandsche Roomsch Katholieke Volksbond. Van 17 september 1901 tot 28 mei 1903 was hij lid van de Tweede Kamer der Staten-Generaal. In de Tweede Kamer der Staten-Generaal hield hij zich voornamelijk bezig met het mijnwezen en andere Limburgse belangen. Hij was in zijn woonplaats op vele terreinen actief, maar speelde als Kamerlid nauwelijks een rol. Arnoldts verloor in 1903 zijn Kamerzetel ten gevolge van faillissement en vertrok daarna naar de Verenigde Staten van Amerika.

## Persoonlijk
Op 27 september 1892 te Stokkem trouwde Arnoldts met Maria Adriana Josephina Elisabeth de la Brassinne en samen hadden ze zes kinderen.